# Magnus Flyte
Magnus Flyte ist das gemeinsame Pseudonym der US-amerikanischen Schriftstellerinnen
- Meg Howrey und
- Christina Lynch

## Werke
- City of Dark Magic : a novel. New York : Penguin, 2012
- City of Lost Dreams. New York : Penguin, 2013